# Род Манделстам
Род Манделстам (англ. Rod Mandelstam; нар. 8 квітня 1942) — колишній південноафриканський тенісист.
Здобув 3 одиночні титули.
Найвищим досягненням на турнірах Великого шолома було 3 коло в одиночному та парному розрядах.
Завершив кар'єру 1974 року.

## Титули на юніорських турнірах Великого шлему

### Одиночний розряд: 1
| Результат | Рік  | Турнір               | Покриття | Суперник         | Рахунок       |
| --------- | ---- | -------------------- | -------- | ---------------- | ------------- |
| Перемога  | 1960 | Вімблдонський турнір | Трава    | Джайдіп Мукерджа | 6–1, 6–8, 4–6 |